# Ray (oraș)
Ray este un oraș din Iran.